# 朝日町文化体育センター
朝日町文化体育センター（あさひまちぶんかたいいくセンター、通称、サンリーナ）は、富山県下新川郡朝日町越306にあるスポーツ・文化施設である。
1993年より文教ゾーン整備事業の中核施設として建設され、1994年7月14日に第一体育館の竣工式が行われた。総事業費は23億9,400万円。
愛称の『サンリーナ』は、朝日町の朝日＝サンと、体育館を意味するアリーナを組み合わせた造語で、315点の応募の中から10点の候補作品を選定し、町民の投票によって決定した。

## 概要
第一体育館
1,881 m2（39 m×50 m）、天井高12 m、舞台はプロセニアム430 m2、間口20 m、奥行11.5 m、高さ7.5 m。
ビーチボール、バドミントンコート10面、バレーボール、バスケットボールコート2面が取れるアリーナ、210 mのランニング走路の他、舞台も備えられている。また、相撲やレスリングが行われる際のリングライトや、各種の文化活動にも利用できる音響、照明設備、その他控室や更衣室、シャワー室、会議室などを完備している。客席は780席の2階固定席と1階舞台下に収納出来る移動席が1,000席の合計1,780席で、催し方に応じて使い分けが可能である。
スペースに関しては、富山県総合体育センターと同規模となっている。
第二体育館
3,749.56 m2（1階1,688.42 m2、2階1,656.33 m2、ギャラリー424.81 m2）、（33 m×47 m）、天井高10 m。
体育館の他、格技室や卓球室も備えられている。
武道館
合計19,689.8 m2。
1階は剣道場（589.44 m2）、2階は柔道場608.64 m2。
屋内グラウンド
1,162.34 m2、約40 m×約25 mのクレイ（土）舗装。
グラウンド
24,586 m2、真砂土を使用、ランニングコース（1周650 m）も完備、ナイターも可能。
多目的広場
9,758 m2（82 m×119 m）、天然芝を使用しており、サッカー1面、ゲートボール10面が可能。
テニスコート
5,480 m2、オムニコート計8コート（内4面ナイター可能）。